# アポトーシス (Official髭男dismの曲)
「アポトーシス」は、日本のバンド、Official髭男dismの楽曲。2021年8月18日発売のメジャー2ndアルバム『Editorial』のリードトラックとして2021年8月11日に各音楽配信サービスにて先行配信された。楽曲はApple MusicのCMソングに起用されている。

## 背景
バンドは2021年6月24日に行われた有観客オンラインライブ「Official髭男dism Road to one - man tour 2021-2022」の中で、8月18日にメジャー2枚目のアルバム『Editorial』をリリースすることを発表していた。
7月9日、YouTube上にて収録曲の概要と楽曲の前奏部分を含む映像がアルバムの特報第1弾として公開された。また、これについてファンの間では過去にVo.藤原聡のインスタグラムのライブ配信にて演奏された部分が楽曲の一部なのではないかと囁かれた。
7月31日、同じく第2弾として藤原が楽曲の一部を弾き語りする映像が公開された。このフルバージョンは、一発録りで約10分に渡り演奏したものであり、アルバムのBlu-ray/DVD盤にスペシャルコンテンツとしてタイトルナンバー『Editorial』と合わせて映像が収録されている。また、同日Official髭男dismがDJを務めるFM802『LANTERN JAM TIMES』で楽曲の音源も初公開された。普段はメンバーがランダムで出演しているが今回は全員が登場した。

## リリース
2021年8月11日にアルバムのリリースに先駆けて楽曲が各音楽配信サービスにて先行配信された 。同月18日にはアルバムのリリースと共にApple Music・YouTube上でミュージックビデオを公開。この日は藤原が30歳を迎える前日でもあり、アルバムについて自身のツイッター上では「20代大トリの日にこの力作を世に送り出せた事を嬉しく思ってます」と述べた。
8月22日、アルバムのBlu-ray/DVD盤にスペシャルコンテンツとしてタイトルナンバー『Editorial』と合わせて収録されている本楽曲が、ダイジェストとして前述のものよりも長く録音されている映像が公開された。
8月28日には「Official髭男dism 『Editorial』発売記念ONLINE FREE LIVE」が開催された。これに伴い、バンドがフィーチャーされたBeats by Dr. Dreのドキュメンタリー『Beat x Beat: Official髭男dism “アポトーシス”』がApple MusicとYouTubeで公開された。『Beat x Beat』は世界のトップアーティストによる制作のインスピレーションを紐解くBeatsが手掛けるドキュメンタリーシリーズであり、小原穣が監督を務め楽曲の舞台裏に密着している。藤原はこの曲について、「例えば木の葉が紅葉して、最後に枯れて木から離れて落ちていく。タイトルの「アポトーシス」は＜プログラム細胞死＞を意味します。自分が29歳を迎え、残された20代があと1年になった時に、自分の大切な人たちはいつまで元気でいてくれるだろうか、と考えたことが楽曲制作のはじまりでした」と述べた。
9月29日にはミュージックビデオのメイキング映像がYouTube上に公開された。映像内ではメンバーそれぞれが楽曲制作に対する想いやこだわりを語っている。

## テーマと音楽性
本楽曲では、限られた人間の命の営みが地球のプログラム細胞死になぞらえて描かれている。藤原は本楽曲の制作やそのテーマについて以下のように述べている。
楽曲は、前半では少しノイズ混じりなエレクトロニックなトラック的なサウンドが用いられており、後半でグッと生身のサウンドに転換する構成となっている。ギターの小笹は「力強さ」を意識して「ストリングスがやりそうなフレーズをギターのツインリードでハモって」弾いたという。

## 評価と批評
- Apple Musicはアルバム『Editorial』のレビューにて本楽曲について、「大人の年齢に差しかかった彼の心情が繊細な描写でつづられる一方で、雄大な感覚を携えた歌とサウンドからは名実共にトップクラスのバンドとなった4人の新たな一歩が感じられる。」とコメントした[15]。
- 蔦谷好位置は、テレビ朝日系「関ジャム 完全燃SHOW」に出演した際に、「2021年J-POPの最高傑作」として「2021年の年間マイベスト」第1位に本楽曲を選出。「歌詞とともに人生における喜怒哀楽だったりを音楽で表現し、1年かけて丁寧に美しいものを作り上げたことが伝わってくる」といい、数ヶ月でリリースしたり、一曲3分以内といった最近のトレンドに抗っているとも述べた[16]。

## チャート成績
本楽曲は、2021年8月18日公開（集計期間：2021年8月9日～8月15日）の「Billboard Japan Download Songs」にて週間9,322DLを売り上げて7位に初登場した。アルバム『Editorial』がリリースされた翌週のビルボード・ジャパンチャートでは、ダウンロード4位（12,116DL）、ストリーミング20位（4,263,507再生）を記録し、総合チャート「JAPAN HOT 100」では前週から順位を14上げて、第9位にジャンプアップした。さらに翌週のチャートではダウンロード3位（9,805DL）、ストリーミング13位（5,255,725回再生）と、ともに前週より順位を上げ、総合チャート「JAPAN HOT 100」でも順位を一つ上げて8位をマークした。

## 認定と売上
|                                | 認定 (RIAJ) | 売上/再生回数         |
| ------------------------------ | ----------- | --------------------- |
| ダウンロード                   | 未公表      | -                     |
| ストリーミング                 | ゴールド    | 50,000,000 回再生以上 |
| *認定のみに基づく売上/再生回数 |             |                       |

## ミュージックビデオ
監督はOfficial髭男dismの作品を多く手がけている新保拓人が務めており、映像は3世代の群像劇を描いたドラマパートとメンバーの演奏シーンで構成されている。
| キャスト - EMI - Shunsuke Sato - Yo Aoi - Rei Sasaki - YUKI - Kajiro Tanaka - Hirokazu Kawabata - Tomoki Kimura - Yukiko Koshimizu - Naohei Ozawa - Uekichi - Yoshiaki Wakao | スタッフ - Director: Takuto Shimpo (SEP) - Assistant Director：Akiko Kawasaki - Director of Photography: Hiroki Yamada - Grip：Takuma Yuki (Fine Films) - Steadicam Operator：Takuma Iwata - Drone Operator：Toru Takahashi - Lighting Director: Gen Kaido - Production Designer: Yuichi Ishida - Hair & Make-Up: Katsuki Chichii,Miyuki Ishikawa - Stylist：Shogo Yanagi - Styling Assistant：Kazusa Shimojima , Masahiro Nakajima - Stylist (CAST)：Minoru Sugahara - Stylist Assistant (CAST)： Miku Takada - Casting：Sayaka Toma - Motorcycle：Yoshiro Matsumura - Colorist：Yusuke Adachi (DIGITAL GARDEN) - Production Staff: Harumi Akada,Bumpei Sumitani - Producer: Kota Noguchi (FIRSTORDER) - Production: FIRSTORDER |

## テレビ披露
| 日時                                                                                           | 放送局       | 番組名                                  | 出典   |
| ---------------------------------------------------------------------------------------------- | ------------ | --------------------------------------- | ------ |
| 2021年8月20日                                                                                  | テレビ朝日系 | 「ミュージックステーション SUMMER FES」 | [ 20 ] |
| 2021年8月20日                                                                                  | 日本テレビ系 | 「バズリズム02」                        | [ 21 ] |
| 2021年8月30日                                                                                  | TBS系        | 「CDTVライブ！ライブ！」3時間スペシャル | [ 22 ] |
| 2021年9月9日（愛知・岐阜・三重以外） 2021年9月11日（愛知・岐阜・三重） 2021年9月13日（再放送） | NHK総合      | 「SONGS」                               | [ 23 ] |